# Лидия Неделкова
Лидия Неделкова (на македонска литературна норма: Лидија Неделкова) е съдийка от Северна Македония.

## Биография
Родена е на 17 февруари 1961 година в столицата на Народна република Македония Скопие. Завършва право в Юридическия факултет на Скопския университет в 1984 година. Работи като стажантка в Окръжния съд в Скопие от 1986 година. След полагане на правосъден изпит в 1987 година работи като сътрудник в Общинския съд в Скопие, като работи в наказателния отдел. През юни 1996 година става съдийка в Основния съд Скопие II, където работи в наказателния отдел. От 1 април 2007 година работи като съдийка в Основния съд Скопие Ι, в отдела за организирана престъпност и корупция. През юли 2009 година става председател на Основния съд Скопие I.
През март 2012 е избрана за съдийка във Върховния съд на Република Македония. На 4 декември 2012 година е избрана за председател на съда и заема поста до 11 септември 2019 година.
Преподава в Академията за съдии и прокурори от 2007 година.